# Науру
Респу́бліка Нау́ру (науруанською Repubrikin Naoero) — карликова держава на однойменному кораловому острові в західній частині Тихого океану площею 21,3 км² і населенням 10 261 особа станом на 2015 рік. Незалежність держави було проголошено в 1968 році.
Острів Науру лежить на відстані 42 км на південь від екватора. Найближчий острів Банаба лежить на відстані 288 км на схід і належить республіці Кірибаті. Науру є найменшою незалежною республікою на Землі, поступаючись тільки Монако і Ватикану, найменшою острівною державою, найменшою державою за межами Європи та однією з двох республік у світі поряд зі Швейцарією без офіційної столиці (неофіційна столиця країни — місто Ярен, де перебувають парламент і аеропорт країни).
Заселене корінними народами Мікронезії та Полінезії, Науру наприкінці XIX століття як колоніальний протекторат було приєднано до Німецької імперії. Після Першої світової війни Науру отримав статус мандатної території Ліги Націй під спільним управлінням Австралії, Нової Зеландії та Сполученого Королівства. Під час Другої світової війни Науру було окуповане японськими військами та звільнене тільки 13 вересня 1945 року вже після капітуляції Японії. В 1947 році Науру став підопічною територією ООН, зберігши свій довоєнний статус. Протягом 1940—1950 років оформився рух за незалежність країни, а острів отримав власні органи самоврядування. Незалежність Науру була проголошена 31 січня 1968 року.
Держава входить в Співдружність Націй. 14 вересня 1999 року Республіка Науру прийняли в ООН. Крім того, держава — член Південно-тихоокеанської комісії. У квітні 2016 року Науру став 189 членом Міжнародного валютного фонду.

## Назва
Походження слова «Науру» точно невідоме. Як і зараз, науруанці у далекому минулому називали острів «Naoero». Німецький професор Пауль Хамбрух, що відвідав острів в 1909–1910 роках, давав наступне пояснення етимології цього слова: згідно з його думкою, «Naoero» є скороченням фрази «а-nuau-а-а-ororo» (у сучасному написанні «A nuaw ea arourõ»), яке перекладається з науруанської мови як «я йду на морський берег». Проте німецький католицький місіонер Алоїс Кайзер, що прожив на острові Науру понад 30 років і посилено вивчав науруанську мову, не визнавав це тлумачення, оскільки місцевою мовою після слова «морський берег», що уживається з дієсловом рух, має бути вказівне слово «rodu», яке перекладається як «вниз». Самі науруанці під словом «морський берег» розуміють найглибше, низовинне місце острова. Воно використовується як по відношенню до суші, так і до моря. Сам факт того, що Хамбрух не враховує слова «rodu» в поясненні етимології слова «Naoero», дозволяє говорити про безпідставність його припущень.
В острова є й інші назви: англійські колоністи до 1888 року називали Науру «Приємним островом» (англ. Pleasant Island). Німці називали його «Nawodo» або «Onawero». Пізніше написання слова «Nauru» було змінене на «Naoero», щоб європейці правильно вимовляли назву країни.

## Фізико-географічна характеристика

### Загальна географія

Карта Науру

Острів Науру розташований в західній частині Тихого океану на відстані приблизно 42 км від екватора. Найближчий острів Банаба розташований на відстані  288 км на схід від Науру і належить Республіці Кірибаті. Площа виключної економічної прибережної зони —  308 480 км², з яких  570 км² доводяться на територіальні води.
Острів Науру — піднятий кораловий атол, приурочений до вершини вулканічного конуса. Острів має овальну форму, зі сходу узбережжя увігнуто — там розташовується затока Анібар. Площа острова —  21,3 км², довжина — 6 км, ширина — 4 км. Довжина берегової лінії — близько 18 км. Найвища точка — 65 метрів — розташована на кордоні округів Айво і Буада. Приблизно на відстані  1 км від берега глибина океану досягає більш ніж 1000 м. Пов'язано це з тим, що в цьому місці розташований крутий обрив, що досягає океанічного дна.
Поверхня острова являє собою вузьку прибережну рівнину шириною в 100—300 метрів, навколишнє вапнякове плато, висота якого в центральній частині Науру досягає 30 метрів. Плато раніше було покрито потужною товщею фосфоритів, що сформувався, імовірно, з екскрементів морських птахів. Острів облямований вузьким кораловим рифом (ширина близько 120—300 метрів), який оголюється під час морського відпливу і усіяного рифовими піками. У рифі прориті 16 каналів, що дозволяють невеликим човнам підходити безпосередньо до берега острова.

### Геологія
У внутрішньому районі острова знаходяться величезні вапнякові зубці та піраміди, що залишилися після фосфоритних розробок. Висота цих споруд в окремих місцях перевищує 10 метрів, а сам кар'єр є величезним лабіринтом із безліччю улоговин і западин. Вузькоколійна залізниця була побудована спеціально для полегшення доставки вироблених фосфоритів в порт острова. В районі вапнякових брил практично відсутній ґрунтовий покрив, тому вся дощова вода не затримується на поверхні, а просочується крізь гірську породу.
Географи, геоморфологи та геологи ретельно вивчали рельєф, ґрунт і геологічну структуру острова і з отриманих даних докладно відновили геологічну історію Науру. Атол Науру існує з дуже давніх часів. Дотепер зберігся риф з коралів третинного періоду. Згідно з геологічними дослідженнями, в палеогені поверхня дна сучасної лагуни острова перебувала на 60 метрів нижче сучасного рівня Світового океану (тобто практично весь острів був затоплений водою). У період міоцену епохи неоген атол був значно піднятий: дно сучасної лагуни виявилося на 10 метрів вище сучасного рівня Світового океану. Приблизно в цей же час острів Науру зазнав сильної ерозії, внаслідок чого відбулися зміни карстового рельєфу. Згодом центральна частина острова виявилася під водою, в результаті з'явилася мілководна лагуна в центрі атолу. У численних заглибленнях і порожнистих просторах між рифовими вапняками накопичувалися осади різних відкладень, багатих фосфором. Затоплення острова тривало досить довгий період, тому за цей час відкладення в лагуні зазнали значних змін: відбулося збагачення наявних фосфорних сполук.
Потім був тривалий період підняття суші Науру. Поверхня лагуни виявилася вільною від води, і на атолі стали з'являтися рослини. В даний час внутрішній район Науру підноситься над поверхнею океану на 20—30 метрів. На острові збереглося лише одне заглиблення, лагуна Буада, яка повністю ізольована від океанічних вод.

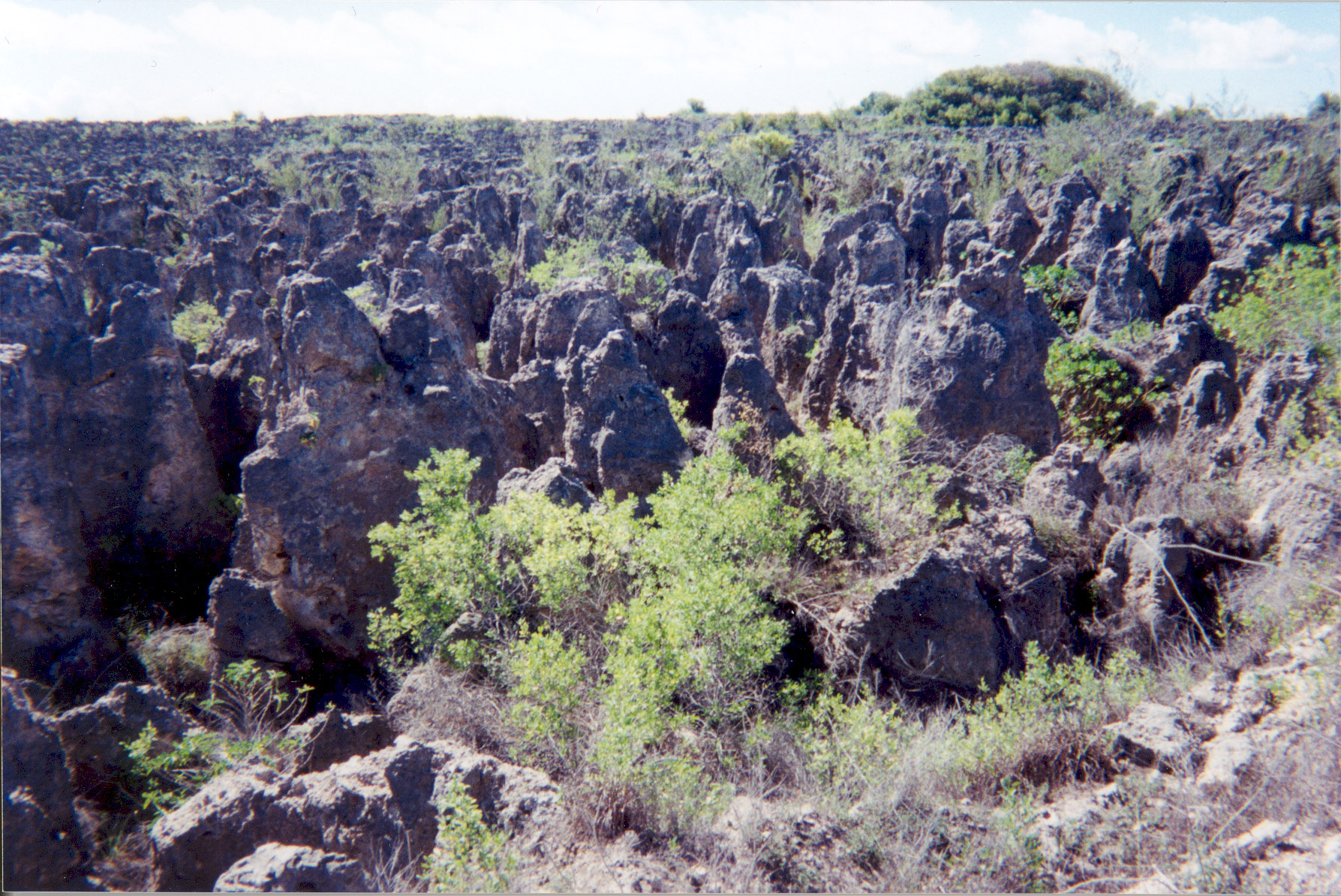
«Місячний пейзаж» в районі вироблених фосфоритних кар'єрів. Можна побачити вапнякові брили, що мають висоту до 15 м

У представленій вище картині геологічних процесів на острові Науру є два спірних моменти. По-перше, ставиться під сумнів описаний процес формування місцевого рельєфу. На узбережжі та на кам'янистих мілководдях, особливо в східній частині острова, є велика кількість збережених маленьких кам'яних колон, які протягом дуже тривалого періоду були схильні до ерозії з боку морських хвиль. Можна тільки уявити, якого сильного впливу з боку океану зазнали райони мілководдя під час підняття острова. Цей простір не був захищений, у всякому разі, в рифі округлої форми відбулося формування широких проходів. Подальше підняття поверхні Науру призвело лише до того, що тривало розмивання, а дощова вода згладжувала кам'яні колони й зубці.
По-друге, спірним залишається процес формування фосфоритів. На кар'єрах, де добувався так званий «науруїт», видно, що пласт фосфорних відкладень має дуже складну структуру: типовими є численні уламки різної висоти. Отже, первісне нагромадження фосфоритів, які зазвичай формуються з загиблої маси планктону, зазнавало багаторазових змін під впливом ерозії та зміни залягання.
У складній і тривалій історії острова були періоди сильних тайфунів, коли відбувалося вимивання уламкових матеріалів. Подібні зміни можна дотепер спостерігати на багатьох атолах Тихого океану. На Науру відбувалося постійне вимивання тонкого шару ґрунту, в той час як жовна фосфоритів, через які просочувалася дощова вода, нікуди не зникали. Поступово порожнисті форми рельєфу, перш за все, западини та щілини брил з рифового вапняку, заповнювалися гравієм і уламками.
Існує й інша версія виникнення родовища фосфоритів на острові: в процесі вивітрювання порід на поверхні відбувалося утворення заглиблень і гострих конусів, які служили ідеальним місцем для гнізд птахів. Поступово острів покривався екскрементами морських птахів. Утворене гуано поступово перетворилося в фосфат кальцію. Вміст фосфату в гірській породі острова перевищує 90 %.

### Природа і клімат
Клімат на Науру — екваторіальний мусонний, спекотний і вологий. Середня температура становить близько  +27,5 °C. У денний час вона зазвичай коливається між  +26 °C і  +35 °C, а в нічний — між  +22 °C і  +28 °C. Денна температура може досягати  + 38-41 °C. Середня річна кількість опадів —  2060 мм. Трапляються посухи, а в окремі роки випадає до  4500 мм опадів. Такі суттєві коливання пояснюються явищем Ель-Ніньйо. Сезон дощів триває з листопада по лютий, коли переважають західні мусони (сезон циклонів). З березня по жовтень панують вітри північно-східного напрямку. За рік на острові випадає близько  30 млн м³ води при практично повній відсутності поверхневого стоку.
Уряд Науру стурбований проблемою глобального потепління, оскільки в разі підвищення рівня Світового океану острову загрожує затоплення. Тому республіка намагається привернути увагу світової громадськості до даної проблеми, перш за все, через ООН.
| Клімат Науру            | Клімат Науру | Клімат Науру | Клімат Науру | Клімат Науру | Клімат Науру | Клімат Науру | Клімат Науру | Клімат Науру | Клімат Науру | Клімат Науру | Клімат Науру | Клімат Науру | Клімат Науру |
| Показник                | Січ.         | Лют.         | Бер.         | Квіт.        | Трав.        | Черв.        | Лип.         | Серп.        | Вер.         | Жовт.        | Лист.        | Груд.        | Рік          |
| Абсолютний максимум, °C | 34           | 37           | 35           | 35           | 32           | 32           | 35           | 33           | 35           | 34           | 36           | 35           | 37           |
| Середній максимум, °C   | 30           | 30           | 30           | 30           | 30           | 30           | 30           | 30           | 30           | 31           | 31           | 31           |              |
| Середній мінімум, °C    | 25           | 25           | 25           | 25           | 25           | 25           | 25           | 25           | 25           | 25           | 25           | 25           |              |
| Абсолютний мінімум, °C  | 21           | 21           | 21           | 21           | 20           | 21           | 20           | 21           | 20           | 21           | 21           | 21           | 20           |
| Норма опадів, мм        | 280          | 250          | 190          | 190          | 120          | 110          | 150          | 130          | 120          | 100          | 120          | 280          | 2080         |
| Днів з опадами          | 16           | 14           | 13           | 11           | 9            | 9            | 12           | 14           | 11           | 10           | 13           | 15           | 152          |
| ----------------------- | ------------ | ------------ | ------------ | ------------ | ------------ | ------------ | ------------ | ------------ | ------------ | ------------ | ------------ | ------------ | ------------ |
| Джерело:                |              |              |              |              |              |              |              |              |              |              |              |              |              |

### Гідрологія і ґрунт

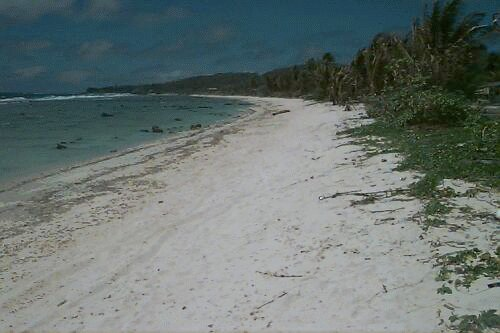
Затока Анібар (східне узбережжя)

Річки на острові Науру відсутні. У південно-західній частині острова є невелике злегка солонувате озеро Буада, яке живиться за рахунок дощових вод. Його рівень на  5 метрів вище рівня навколишнього Тихого океану.
Однією з проблем острова є дефіцит прісної води. На тлі збільшення чисельності населення країни, вона з кожним роком стає все гострішою. На острові діє всього лише одна опріснювальна установка, яка працює на електроенергії, що виробляється єдиною в Науру електростанцією. Однак через дуже високу вартість електроенергії установка часто перестає працювати. Виходом з цієї ситуації є тільки те, що під час дощів населення збирає воду в спеціальні ємності й надалі використовує її в побутових потребах, для поливу садів і для худоби. У період посухи вода привозиться на суднах з Австралії.
В окрузі Ярен знаходиться невелике підземне озеро Мокуо-Вел, яке пов'язане з системою печер Мокуо. Поруч з узбережжям розташоване скупчення невеликих лагун, з усіх боків оточених сушею.

### Флора і фауна

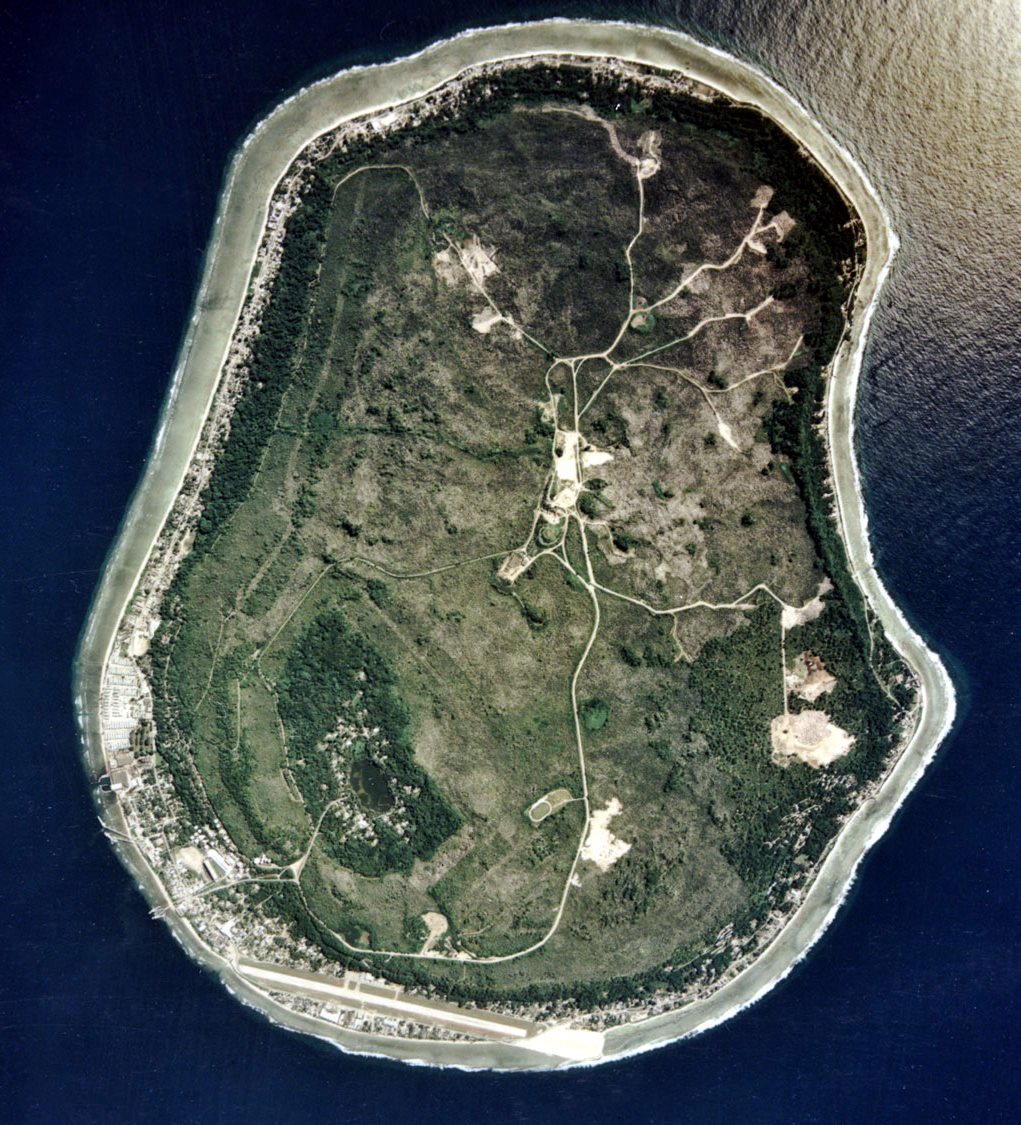
Супутниковий знімок острова Науру, зроблений в 2002 році

Через дуже маленький розмір острова, його ізоляцію від континентальної суші та великих архіпелагів на Науру існує всього 60 видів місцевих судинних рослин, жодна з яких не є ендеміком. Сильні руйнування після Другої світової війни, монокультурне поширення кокосової пальми та розробки фосфоритів призвели до знищення рослинного покриву на більшій частині Науру, який в даний час відновлено тільки на 63 % території.
На острові повсюдно ростуть кокосові пальми, фікуси, лавр та інші листяні дерева. Поширені також різні типи чагарникових формацій. Найбільш густа рослинність поширена на прибережній смузі острова шириною близько 150—300 метрів і біля околиць озера Буада. У внутрішній частині Науру зустрічається гібіскус, а також посадки вишні, мигдалевого і мангового дерева.
Низинні місцевості острова покриті густою рослинністю, представленою в основному низькорослими рослинами, в той час як на височинах переважають дерева.
Тваринний світ Науру бідний. Усі ссавці були завезені людьми: щури, кішки, собаки та свині, а також кури. Плазуни представлені ящірками. Більш різноманітна орнітофауна — всього 6 видів (кулики, крячки, буревісники, фрегати, голуби). Багато комах та інших безхребетних. У водах навколо острова водяться різноманітні акули, морські їжаки, молюски, краби та безліч отруйних морських тварин.

## Історія

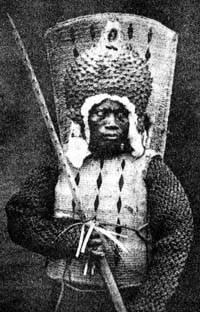
Воїн-науруанець (1880)

Першим населенням Науру були полінезійці та мікронезійці, що заселили острів мінімум 3000 років тому. Науруанці виживали за рахунок рибальства, кокосів і плодів пандану. Акліматизувавши рибу Ханос до прісноводних умов, розводили її в озері Буада. Традиційно тільки чоловікам дозволялося займатись рибальством на рифі. Для цього вони використовували каное або тренованих птахів — фрегатів.
В 1798 році Джон Фірн, капітан англійського китобійного судна «Мисливець» став першим європейцем, який висадився на острові та назвав його «Приємним Островом» (англ. Pleasant Island). Ця назва використовувалась допоки Німеччина не анексувала острів у 1888 році. Починаючи з 30-х років XIX століття науруанці тісно контактували з європейцями, здебільшого моряками із торгових та китобійних кораблів, які поповнювали свої запаси на острові. Населення збільшувалось за рахунок дезертирів та втікачів-каторжників. Остров'яни обмінювали їжу на алкоголь та вогнепальну зброю. В 1878 році почалась 10-річна війна, внаслідок якої населення острова скоротилось із 1400 до 900 мешканців.
16 квітня 1888 року Німеччина анексувала острів і приєднала його до протекторату Маршаллові Острови.  На острів з островів Гілберта в 1888 році прибули також християнські місіонери. В цей час на острові нараховувалось 12 племен: Дейбое (Deiboe), Еамвідаміт (Eamwidamit), Еамвідара (Eamwidara), Еамвіт (Eamwit), Еамгум (Eamgum), Еано (Eano), Емео (Emeo), Еорару (Eoraru), Іруці (Irutsi), Ірува (Iruwa), Іві (Iwi) та Ранібок (Ranibok). Сьогодні ці племена відображені у дванадцятикінечній зірці на прапорі Науру.
Фосфати були вперше знайдені новозеландцем Альбертом Елісом. В 1906 році австралійська компанія «Пасіфік фосфейт компані» почала їх розробку.
17 серпня 1914 року Науру був захоплений Австралією в ході Першої світової війни. В 1923 році, після закінчення війни, Науру отримав статус мандатної території Ліги Націй та був переданий під спільне управління Великої Британії, Австралії та Нової Зеландії. Однак адміністративне управління здійснювалось Австралією. Ці країни викупили в приватної кампанії права на поклади фосфатів і заснували спільну — «Бритіш фосфейт компані» для їх розробки.
28 серпня 1942 року острів Науру був захоплений Японією і був звільнений тільки 13 вересня 1945 року. У період японської окупації 1200 науруанців було депортовано на острови Чуук (в той час Трук) в архіпелазі Каролінські острови, де 463 з них загинули. У січні 1946 року ті науруанці, що залишились живими, повернулись на батьківщину.
З 1947 року Науру став підопічною територією ООН, продовжуючи знаходитись під спільним контролем Великої Британії, Австралії та Нової Зеландії. В 1940-х — 1950-х роках на острові формувався рух за проголошення незалежності. У середині 1970-х років щорічно видобувалось та експортувалось до 2 млн тонн фосфоритів.
31 січня 1968 року була проголошена незалежність Науру.

## Політичний устрій

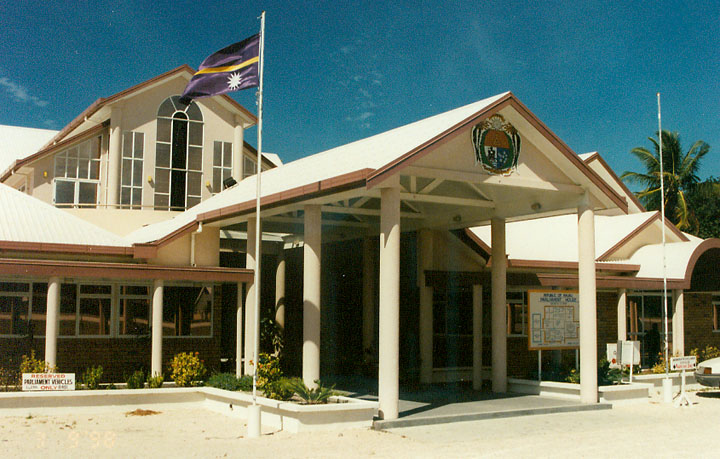
Парламент Науру

Державний прапор, герб, гімн і конституція Республіки Науру були прийняті та затверджені в 1968 році.
Науру — незалежна республіка. Конституція встановлює республіканську форму правління з Вестмінстерською системою парламентаризму і деякими рисами президентської форми правління.
В Науру є три політичні партії: Демократична партія, Партія Центру та Наоеро Амо.

## Міжнародна політика
У грудні 2009 році уряд Науру визнав бунтівні регіони Грузії Абхазію та Південну Осетію за незалежні держави. Водночас згідно з інформацією з деяких джерел, між Російською федерацією та Науру було підписано угоду, за якою Росія надає Науру гуманітарну допомогу в розмірі 50 мільйонів доларів США та фінансує модернізацію морського порту Науру. Проте можливість існування будь-якого зв'язку між фінансовою допомогою Росії та визнанням Абхазії та Південної Осетії заперечив Доктор Кеке, міністр фінансів та закордонних справ Науру. До того ж Науру не підтримала жодної резолюції на боці РФ.

### Відносини з Україною
Між Науру та Україною не встановлено дипломатичних відносин.

## Економіка
Економіка Науру досягла свого піку в середині 1970-х років, коли її ВВП на душу населення оцінювався в 50 000 доларів США, поступаючись лише Саудівській Аравії. Більша частина цього відбулося завдяки видобутку фосфатів, який занепав із початку 1980-х. Інших ресурсів небагато, і більшість припасів першої необхідності імпортується. Невеликий видобуток все ще проводить RONPhos, раніше відома як Nauru Phosphate Corporation.
В Науру не існує податків. Рівень безробіття, за оцінками, становить 23 відсотки, а серед тих, хто має роботу, урядовці займають 95 відсотків. Азійський банк розвитку відзначає, що, незважаючи на те, що адміністрація має сильний громадський мандат на здійснення економічних реформ, у відсутності альтернативи видобутку фосфатів, середньостроковим прогнозом є продовження залежності від зовнішньої допомоги.
Туризм не має великого внеску в економіку.

## Транспорт
Довжина автодоріг на Науру становить близько 40 км. Довжина доріг із твердим покриттям становить 29 км, з котрих 17 км розташовані вздовж узбережжя. З району фосфоритних розробок до узбережжя тягнеться 12-кілометрова дорога без твердого покриття. Рух лівосторонній, обмеження швидкості руху на острові — 30 миль на годину.
На півдні острова розташований Міжнародний аеропорт Науру. Національною науруанською авіакомпанією є «Ауе Ейрлайн», в розпорядженні котрої знаходиться всього лише один літак Боїнг-737.

## Святкові дні
Державні свята: найцікавіше свято в Науру є Ангам день (26 жовтня). Слово «ангам» означає «повернення на батьківщину».
Інші святкові дні:
- Новий рік (1 січня),
- День незалежності (31 січня),
- Великдень (5-8 квітня),
- День Конституції (17 травня),
- Різдво або День подарунків (25 і 26 грудня).

## Цікаві факти
- Науру є однією з двох[19] держав світу без офіційної столиці.
- Парламентом Республіки Науру у 2003 році було засуджено Голодомор у спільній міжнародній міжпарламентській заяві[20].
- Науру — держава з найгладкішими людьми. Близько 95 % населення цієї країни понад міру вгодовані. Все це від малорухливого способу життя та переїдання.